# Tuindorp Amstelstation

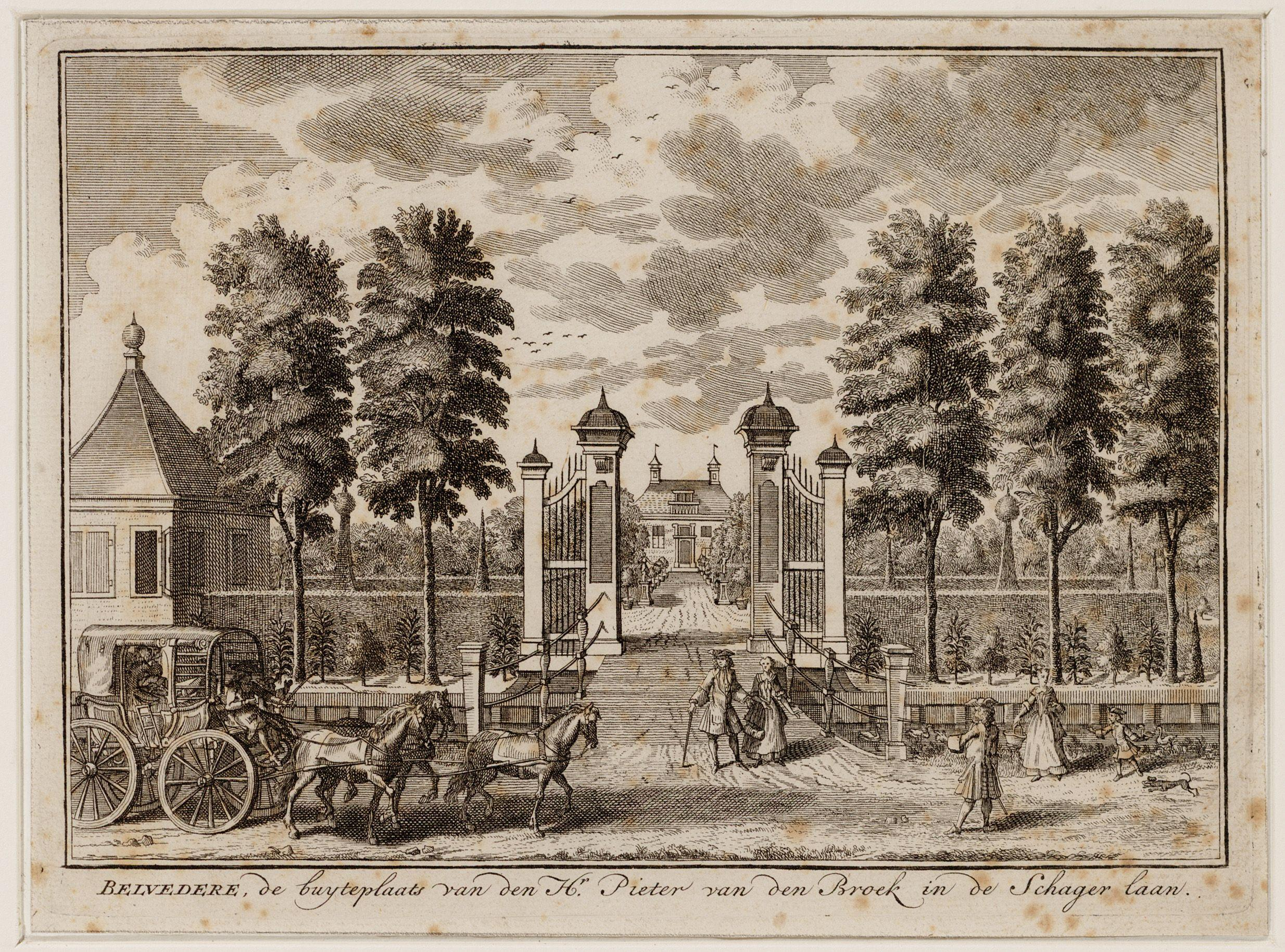
Belvedere in de Watergraafsmeer door Daniël Stoopendaal in 1724

Tuindorp Amstelstation is een buurt in Amsterdam-Oost.
Tot 1921 maakt het gebied deel uit van de gemeente Watergraafsmeer. In dat jaar slokt de gemeente Amsterdam de gemeente Watergraafsmeer op. Amsterdam komt ruimte tekort voor woningbouw. Een flink aantal jaren verder pas zien bewoners van deze polder Amsterdam naderen want er wordt eind jaren dertig gebouwd aan het Station Amsterdam Amstel, dat moet passen tussen twee dijklichamen die het spoor moeten dragen in plaats van dat ze op maaiveldniveau ligt. Behalve de cacaofabriek van Korff (Korffpolder) en industrieterrein De Omval is het in juli 1937 nog één grote zand- en moddervlakte; de Berlagebrug eindigt nog op de Weesperzijde. Verderop is er al een deel van De Wetbuurt te zien. In 1939 ligt de grens van verbouwing ten westen van de Overzichtweg. 
Tijdens de Tweede Wereldoorlog lag alles hier stil, maar al direct na die oorlog worden er plannen gemaakt en uitgevoerd voor de bouw van een woonwijk en op 19 juli 1947 krijgen straten hun naam. Het zijn vernoemingen naar allang verdwenen herbergen en buitenplaatsen in de Watergraafsmeer. De bekendste daarvan is Buitenplaats Belvedere (Belvedereweg). Het Woningbedrijf Amsterdam (of voorloper daarvan) bouwde hier in 1947/1948 een reeks van 484 duplexwoningen volgens het RBM-model (stapelbouw volgens Rijnlandsche Betonbouw Maatschappij), veelal twee bouwlagen onder de kap. Om snel te kunnen bouwen zijn het allemaal gelijksoortige woninkjes met gelijksoortige uiterlijk. Er is slechts een uitzondering; aan de kruising Rusthofstraat en Fizeaustraat staat een betonnen kantoorgebouw ontworpen door Piet Zanstra en Ab Gmelig Meyling uit 1971. Ter plekke is het bekend als het RIAGG-gebouw, in 2016 heeft een hotel hier haar onderdak gevonden. 
Er is een buurtje ontstaan dat ingesloten ligt tussen de Hugo de Vrieslaan, Overzichtweg, Fahrenheitsingel en Fizeaustraat. De wijk ligt diep (ongeveer -5,50 NAP), zodat bij zicht vanuit het noordwesten men eigenlijk over de wijk heen kijkt. Als men andersom redeneert kijken de wijkbewoners hier tegen een gigantisch dijklichaam aan. Het stratenplan sluit in het zuiden aan op dat van De Wetbuurt middels bruggen ontworpen door Piet Kramer van de Dienst der Publieke Werken. Tuindorp Amstelstation en De Wetbuurt staan samen in de volksmond bekend als Amsteldorp.  

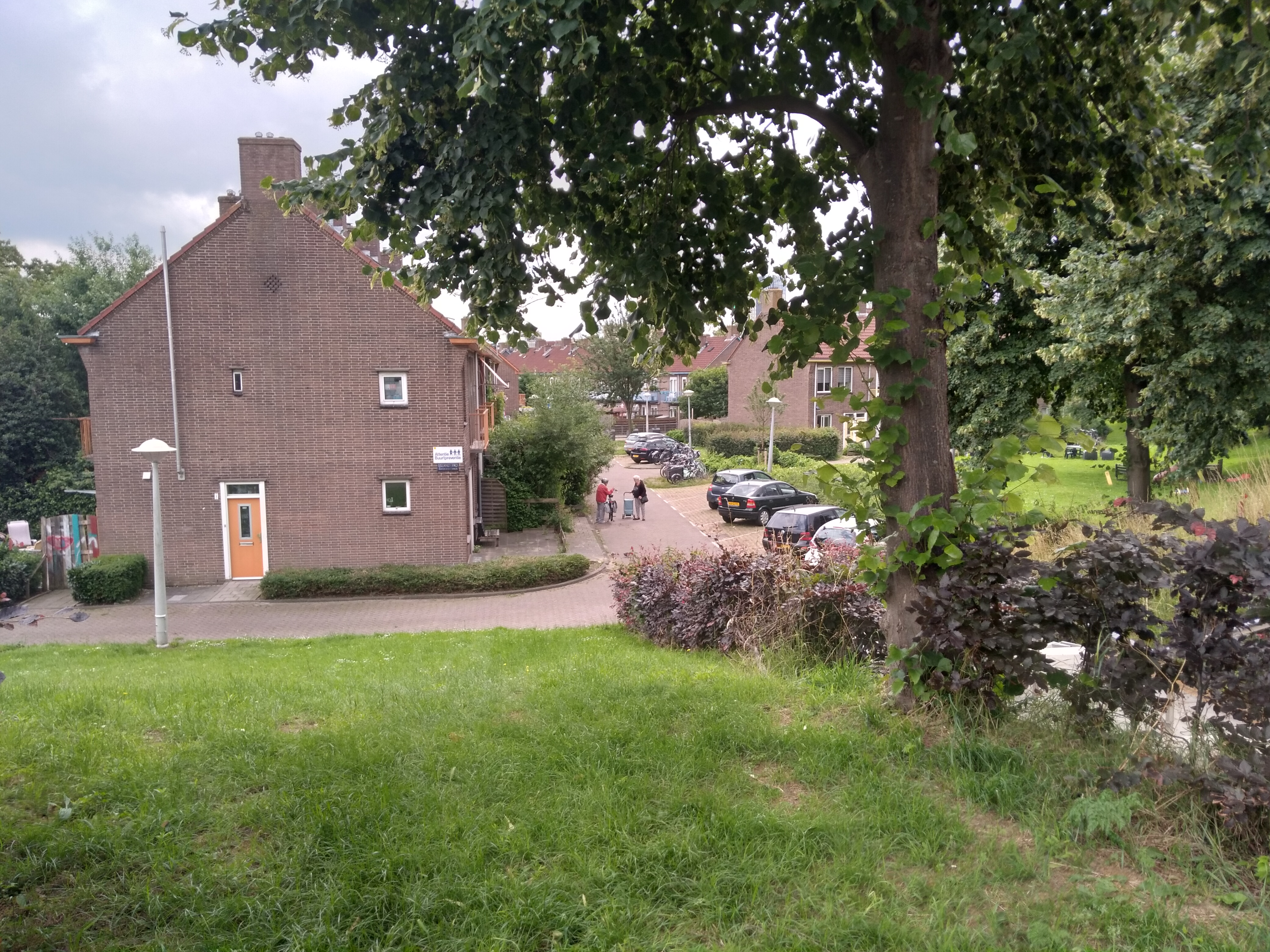
Tuindorp Amstelstation vanaf Hugo de Vrieslaan (juli 2021); rechts trappetje naar de buurt

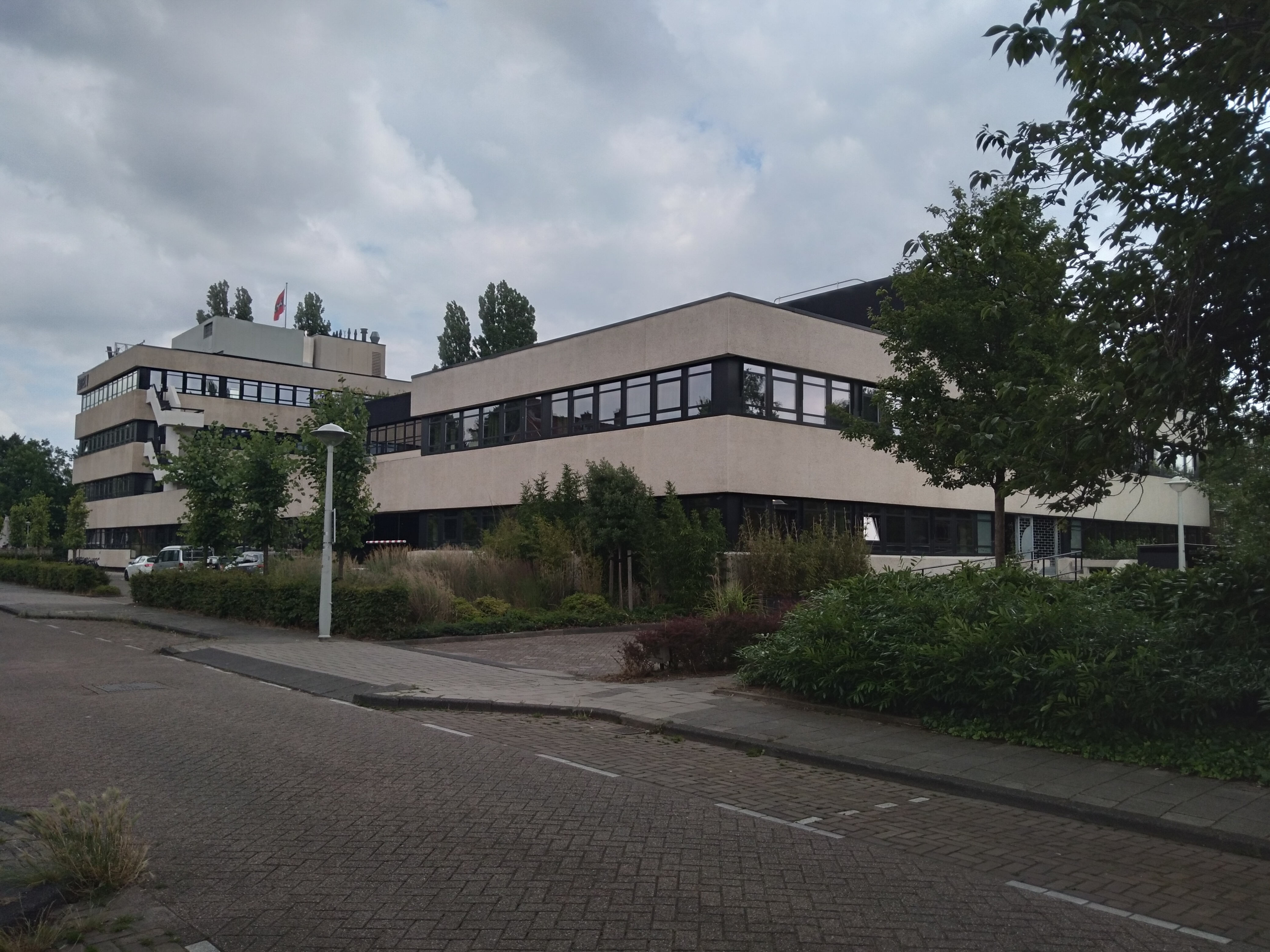
Fizeaustraat 2 (RIAGG/Hotel), (juli 2021)